# Mercurial
Mercurial er et frit, distribueret versionsstyringsystem. Det er primært implementeret i Python, men diff-funktionaliteten er implementeret i C. Derudover bruges Rust også til at forbedre ydeevnen. Mercurials funktionalitet tilgås som regel via kommandolinjeprogrammet hg, men grafiske brugergrænseflader eksisterer.
Mercurial benyttes til revisionskontrol af adskillige fri software-projekter, bl.a.: Python og Mozilla Foundations software, f.eks. Firefox og Thunderbird.
Mercurial benyttes også af Facebook, der har udvidet systemet til at kunne håndtere deres store monorepo.